# ARA Almirante Brown (C-1)
Pour les articles homonymes, voir Almirante Brown.
Pour les autres navires du même nom, voir ARA Almirante Brown.
Le croiseur ARA Almirante Brown (C-1) est un croiseur lourd de la Marine argentine de la classe Veinticinco de Mayo. Sa construction est lancée à Livourne et à Gênes dès 1927 mais il n'entre en service qu'en 1931 après avoir été acheté par la Marine argentine. Il sera démoli le 2 mars 1962.

## Historique de la construction

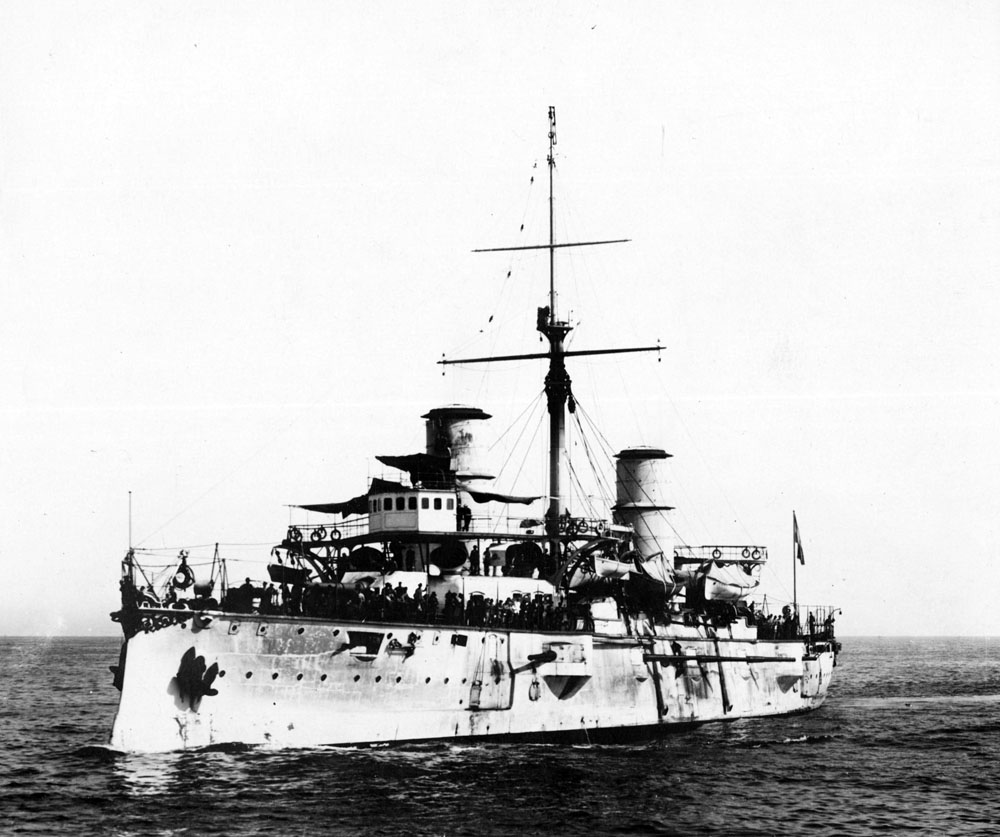
L'un des croiseurs argentins construits en 1898 : le.

À la fin des années 1920, la Marine argentine est la flotte d'Amérique du Sud alignant le plus de navires. Elle possède notamment les deux cuirassés relativement modernes de classe Rivadavia (1912) mais leur vitesse est encore faible. Elle comprend également 6 croiseurs : 4 croiseurs cuirassés et 2 croiseurs protégés. Au moment de l’achat des unités à l’Italie, les croiseurs sont totalement dépassés et devenus des pièces de musée. La situation dans les marines rivales à l’Argentine n'est pas meilleure, par exemple la Marine chilienne ne possède que 2 croiseurs cuirassés et 4 croiseurs protégés construits entre les années 1890. Cependant, d'autres réussissent à s'équiper de bâtiments plus récents, comme le Brésil qui, en plus d'un vieux croiseurs, dispose de deux unités de la classe Bahia (1910), mal armées mais équipées de turbines à vapeur leur conférant une plus grande rapidité que les navires argentins.
Pendant la première moitié du XXe siècle, l'Argentine est considérée comme un pays très prospère classé parmi les dix plus grandes puissances économiques mondiales quant au PIB. En 1926, elle adopte un programme de renouvellement de sa flotte d'une valeur de 75 millions de pesos d'or sur une durée de dix ans qui prévoit la construction de trois nouveaux croiseurs. N'ayant encore jamais réalisée de construction navale, l'Argentine annonce l'ouverture d'un concours international pour le choix du constructeur de ces 3 unités, les deux fournisseurs traditionnels du pays ; le Royaume-Uni et les États-Unis, y participent. Cependant, à la surprise du public, c'est la société italienne Odero-Terni-Orlando (devenue plus tard OTO Melara SpA) qui l'emporte et signe un contrat officiel à Londres le 5 mai 1927. Les deux signataires de ce contrat sont l'amiral Ismael Galindas, représentant de l'Argentine, et Luigi Orlando, président du groupe OTO Melara SpA. La société reçoit une commande initiale de deux navires d'une valeur totale de 2 450 000 £ ; 1 123 000 £ pour l'Almirante Brown et 1 225 000 £ pour son sister-ship le Veinticinco de Mayo. L'Argentine ne renonce pas à la construction d'un troisième croiseur, mais décide de reporter sa commande en attendant que la situation financière du pays s'améliore. En fin de compte, au lieu d'un troisième navire italien, l'Argentine achètera un croiseur léger britannique : La Argentina C-3.

## Caractéristiques
La plupart des caractéristiques de la classe Trento, telles que le système de défense antiaérienne, se retrouvent sur les croiseurs argentin. Ils déplacent 6 800 tonnes à vide et 9 000 tonnes à pleine charge pour un tirant d'eau de 4,66 mètres. Ils sont propulsés par deux moteurs de la Parsons Marine Steam Turbine Company et six de la Yarrow Shipbuilders développant une puissance électrique de 85 000 chevaux-vapeur, ce qui leur permet d'atteindre la vitesse maximale de 32 nœuds et une autonomie de 8 030 milles nautiques à 14 nœuds. L'équipage est quant à lui composé de 780 marins et officiers,,.
| Comparaison du croiseur Almirante Brown avec des homologues étrangers | Comparaison du croiseur Almirante Brown avec des homologues étrangers | Comparaison du croiseur Almirante Brown avec des homologues étrangers | Comparaison du croiseur Almirante Brown avec des homologues étrangers | Comparaison du croiseur Almirante Brown avec des homologues étrangers | Comparaison du croiseur Almirante Brown avec des homologues étrangers |
| Caractéristiques                                                      | Classe Veinticinco de Mayo,                                           | Classe Furutaka                                                       | Classe Aoba                                                           | Classe York                                                           | Croiseur 26-bis                                                       |
| --------------------------------------------------------------------- | --------------------------------------------------------------------- | --------------------------------------------------------------------- | --------------------------------------------------------------------- | --------------------------------------------------------------------- | --------------------------------------------------------------------- |
| Déplacement                                                           | 6 800 t (standart) et 9 000 t (plein)                                 | 8 048 t (standart) et 11 273 t (plein)                                | 9 088 t (standart) et 11 660 t (plein)                                | 8 250 t (standart) et 8 390 t (plein)                                 | 8 048 t (standart) et 9 882 t (plein)                                 |
| Puissance électrique (en Cheval-vapeur)                               | 85 000                                                                | 103 400                                                               | 110 000                                                               | 80 000                                                                | 110 000                                                               |
| Vitesse maximale (en nœuds)                                           | 32                                                                    | 33                                                                    | 33                                                                    | 32-32,25                                                              | 35                                                                    |
| Membres d'équipage                                                    | 780                                                                   | 639                                                                   | 657                                                                   | 628                                                                   | 897                                                                   |

### Logements et architectures
En raison de la faible hauteur des pièces d'artillerie, les moteurs et les chaudières des navires ont la particularité d'être situés sur le pont supérieur. Les batteries et le pont sont en réalité des plateformes situés sur les centrales électriques servant à produire l'énergie. La plupart des parties des deux croiseurs ont aussi un double fond et une double coque.
L’architecture est caractérisée par sa concision, sa grande cheminée et sa superstructure en arc d'acier. Celle-ci est composée trois niveaux : la passerelle de navigation, la salle des cartes et le kiosque. Le pont suspendu est fermé avec un toit en pente et des vitrages, la salle des commandes est blindée et située au sommet de la tour de commandement.
L'arrière de la superstructure des navires est superposé au pont arrière et comprend plusieurs clauses de réserves servant à lutter contre les incendies. Les locaux commerciaux, tels que les cuisines, les salles de bains et les buanderies, sont situés dans ces superstructures. Les croiseurs possèdent chacun deux mâts sur lesquels sont placés des télémètres, des projecteurs et des équipements de signalisation.

### Centrale électrique
Les centrales électriques des croiseurs sont construites en forme linéaire. Elles sont composées de deux turbines Parsons ayant chacune une capacité de 85 000 ch, placées dans des chaudières produisant une pression de 21 atmosphères, et 6 turbines de la Yarrow Shipbuilders, placées dans des chaudières à tubes. La propulsion des navires est assurée par deux hélices à trois pales d'un diamètre de 4,06 mètres.
Depuis que les croiseurs argentins servent en opérations, les concepteurs des navires destinés à la Marine argentine essaient de fournir des gammes de croiseurs toujours plus fiables. Dans la classe Veinticinco de Mayo, le carburant est stocké dans des réservoirs à double fonds et à double compartiments latéraux situés à la proue et à la poupe du navire. 1 800 tonnes sont embarquées en situation normale, mais peuvent être augmentées jusqu'à 2 300 tonnes en charge maximale. Ces chiffres sont à peu près égaux à ceux de la classe Trento mais l'autonomie des croiseurs argentins est de 8 030 milles nautiques à 14 nœuds ou selon d'autres sources 7 300 et 12 000 milles nautiques à cette même vitesse.

### Armement
Les canons principaux des navires ont un calibre de 190 mm, soit 7,5 pouces , et sont spécifiquement conçus pour cette classe et améliorer la stabilité (la classe Trento possède des canons de calibre 203 mm, soit 8 pouces). Elles peuvent tirer des charges de 90 kg (200 lb) jusqu'à 23 km (30 000 yards). Malgré cette réduction de calibre et donc de poids, les croiseurs sont encore considérés comme trop lourd et le nombre de tourelles est réduit de quatre à trois. À bien des égards, ils sont très similaires à ceux de la classe York britanniques,.
L’armement secondaire est conçu à partir des anciens canons de calibre 100-102 mm (4 pouces). Il se compose de douze de ces canons bitubes capables de tirer des charges de 13,5 kg (30 lb). Pour l'époque, cette répartition est assez étonnante, en effet, les croiseurs d'origine italienne ne comportent alors que quatre à huit armes de ce type. Cependant, pour compenser le poids supplémentaire, les boucliers sont retirés, nuisant à la fiabilité et à l'opérabilité des navires dans de mauvaises conditions météorologiques,.
La défense anti-aérienne légère est composée de six canons de marine de 2 livres QF de la société Vickers-Terni (devenue plus tard OTO Melara SpA) fixés sur des supports uniques dans la partie arrière de la superstructure. Ces canons font partie des premières armes automatiques lourdes, avec une cadence de tir de 100  à   130 coups par minute, mais ils manquent de fiabilité. Bien que les supports uniques des canons sont plus simples et donc normalement plus fiables, ceux-ci offrent une puissance et une cadence de tir plus basse. C'est pour cette raison que lorsque la Royal Navy utilisera ces armes quelques années plus tard, elle se servira de support à quadruple ou octuple pieds.
Exceptionnellement, les tubes lance-torpilles sont placés sur des supports fixes au centre des croiseurs (ce qui posera d'importants problèmes dans l'efficacité des tirs),. Une catapulte est installée sur le pont avant pour pouvoir lancer des hydravions,.
Le blindage des navires est dans la norme des croiseurs légers plutôt que dans celle des croiseurs lourds. De la première à la dernière tourelle principale il mesure 70 mm (2,75 pouces) d'épaisseur, 60 mm (2,33 pouces) sur la tour de commandement et 50 mm (2 pouces) sur les tourelles secondaires et les barbettes. Seule une protection de 25 mm (1 pouce) couvre le pont au-dessus des machines arrières,.

## Histoire du croiseur
Le premier des deux croiseurs lancé est l'ARA Almirante Brown (C-1), ainsi nommé d'après l'amiral d'origine irlandaise Guillermo Brown (1777-1857) qui est considéré comme le père de la Marine argentine, il devient le troisième navire de la Marine argentine à porter ce nom. Sa construction débute le 27 novembre 1927, elle est assurée par la société OTO Melara SpA à Livourne et à Gênes,, il est lancé le 11 août 1929 et entre en service le 11 juillet 1931, après avoir été acheté par l’Argentine.
Le pavillon argentin flotte sur l’Almirante Brown dès le 5 juillet 1931, alors que le navire est encore en Italie. Le 27 juillet 1931, lui et le Veinticinco de Mayo partent pour l'Argentine où ils arrivent le 15 septembre 1931 et sont officiellement inclus dans la marine du pays pour en devenir une des principales composantes. Les deux croiseurs participent alors à tous les entraînements de la flotte et démontrent fréquemment leur puissance navale sur les côtes de Buenos Aires.
De février à janvier 1937, l’Almirante Brown navigue dans le Pacifique où il fait escale dans les ports de Valparaíso et de Callao. La même année, il effectue une visite officielle à Rio de Janeiro pour en ramener le Président argentin Agustín Pedro Justo. En février 1938, il participe aux festivités ayant lieu à la suite de la nomination de son successeur, Roberto Marcelino Ortiz. De novembre à décembre, il effectue un voyage à Lima d'où il ramène le Ministre des Affaires étrangères Jose Cantu. Et en août 1939, il part pour Montevideo, en Uruguay, pour ramener le Président uruguayen Alfredo Baldomir. Le 3 octobre 1941, au cours d'un exercice au large de la Terre de Feu, le navire entre en collision avec le destroyer ARA Corrientes (T-8) et est gravement endommagé, c'est l’événement le plus tragique dans la Marine argentine de cette décennie. Il est donc réparé pendant trois mois à Puerto Belgrano, dans l'arrondissement de Coronel Rosales. En octobre 1942, l’Almirante Brown fait partie de la division se rendant au Chili pour participer à la célébration du centenaire de la mort de Bernardo O'Higgins.
À la fin de la même année, le croiseur subit une refonte qui dure un an et ne revient officiellement dans la flotte qu'au début 1944. Le 27 mars 1945, l’Argentine déclare la guerre à l’Allemagne et au Japon et se met donc à la recherche, en vain, de sous-marins allemands dans l’Atlantique Sud qui seraient restés cachés après la capitulation de ce pays, deux semaines plus tard. En 1946, l’Almirante Brown part en visite officielle à Valparaíso, au Chili, à l'occasion de la nomination de Juan Perón au poste de Président de la Nation argentine le 4 juin 1946. De 1947 à 1948, il participe avec son sister-ship le Veinticinco de Mayo à des exercices de la flotte au large des côtes de l'Antarctique. En 1949, il fait une courte visite à l’United States Navy à New York et en profite pour faire escale au retour à l’île Trinité. Le 20 avril 1950, le croiseur participe avec succès au projet Bell Helicopter, le premier atterrissage d'un hélicoptère sur un bâtiment de la Marine argentine.
En 1951, à la suite de l'achat de plusieurs croiseurs américains de la classe Brooklyn, l’Almirante Brown est transféré dans la Seconde Division de croiseurs de la Marine. À partir de 1952, le navire est mis à la réserve dans le port de Puerto Belgrano avec un équipage minimal. Ça ne l'empêche pas de prendre la mer pour Buenos Aires lors du coup d'État du 16 septembre 1955, durant la Révolution libératrice qui visait à renverser la dictature mise en place par le président argentin Juan Perón. En 1959, le navire part de nouveau à la réserve puis est retiré de la flotte argentine un an plus tard, le 31 juillet 1960, peu de temps après avoir été mis en vente. Il est désarmé le 27 juin 1961 et vendu aux enchères à une société italienne qui le remorque jusqu’en Italie et le démolit pour en récupérer le métal à partir du 2 mars 1962.

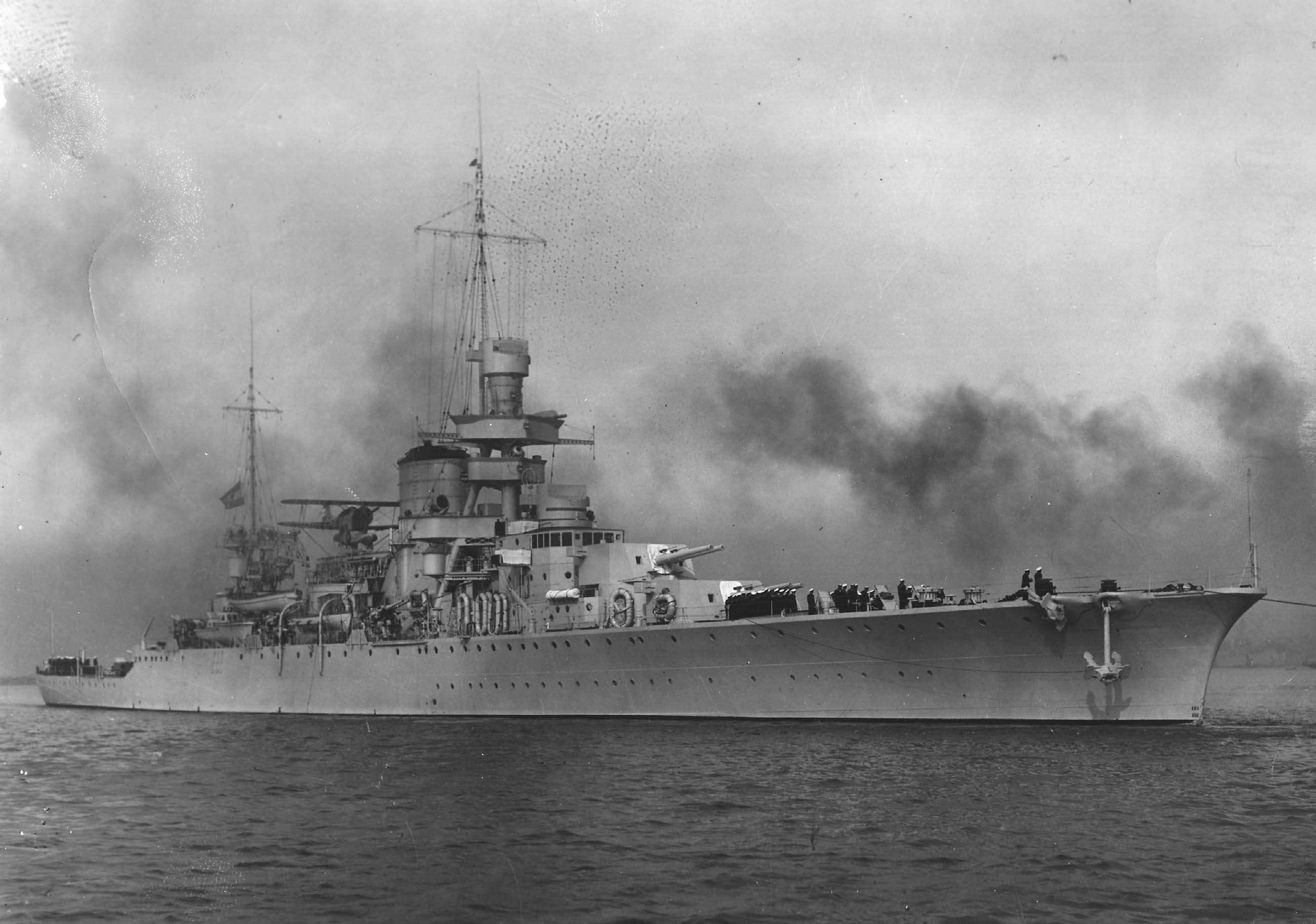
Le croiseur Almirante Brown en 1949.
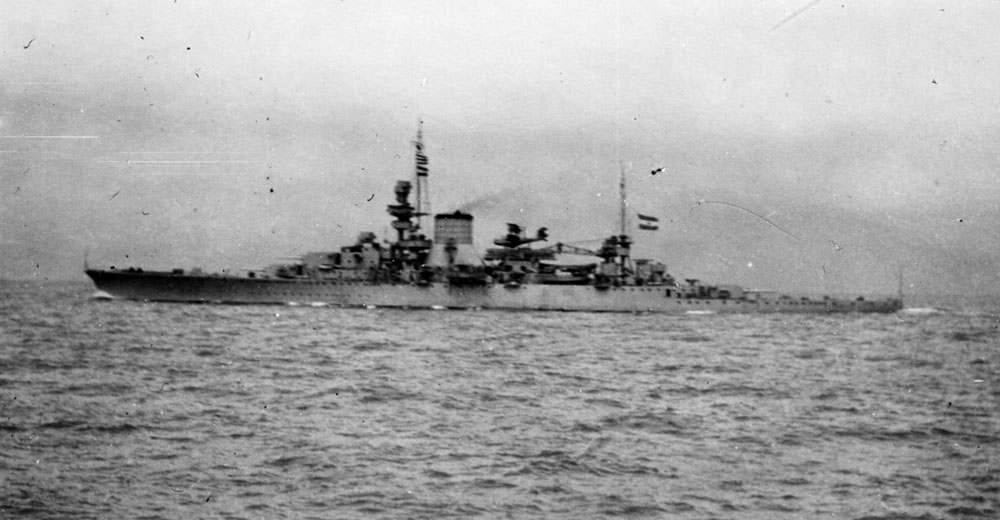
Le croiseur Almirante Brown en 1955.
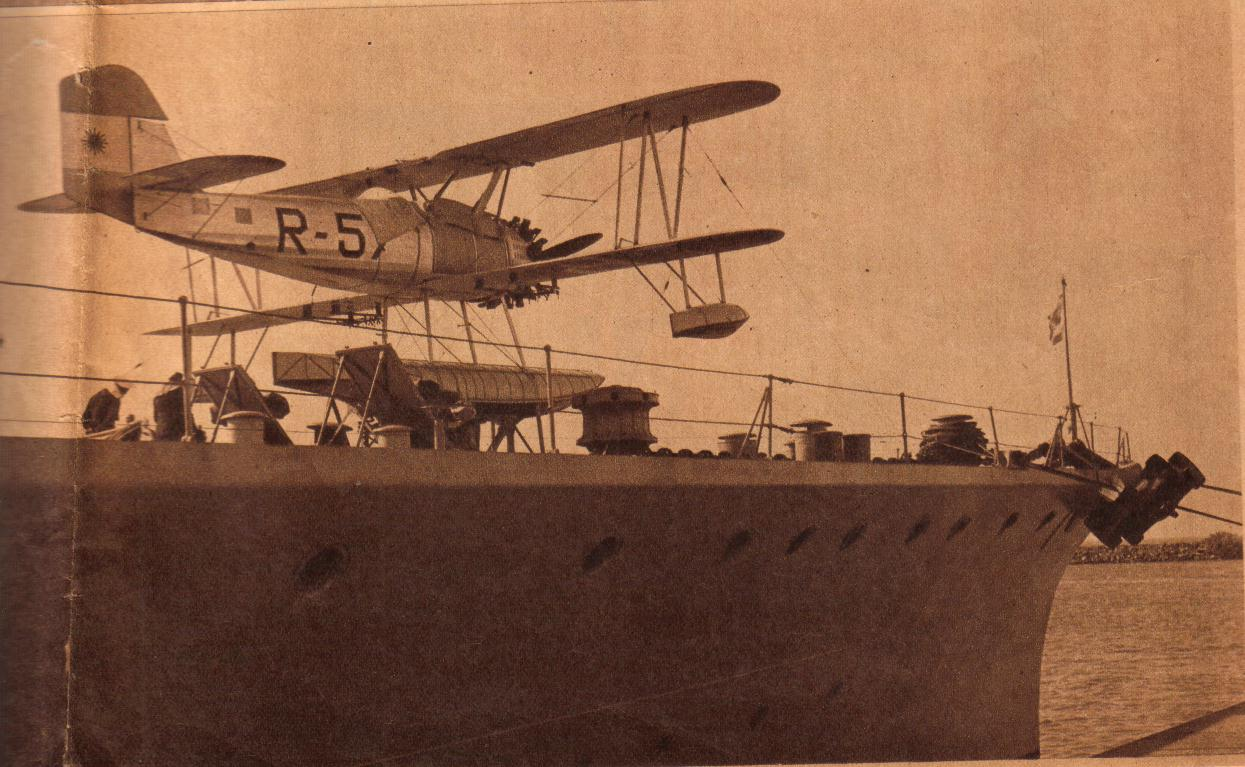
Un des avions de l’Almirante Brown.
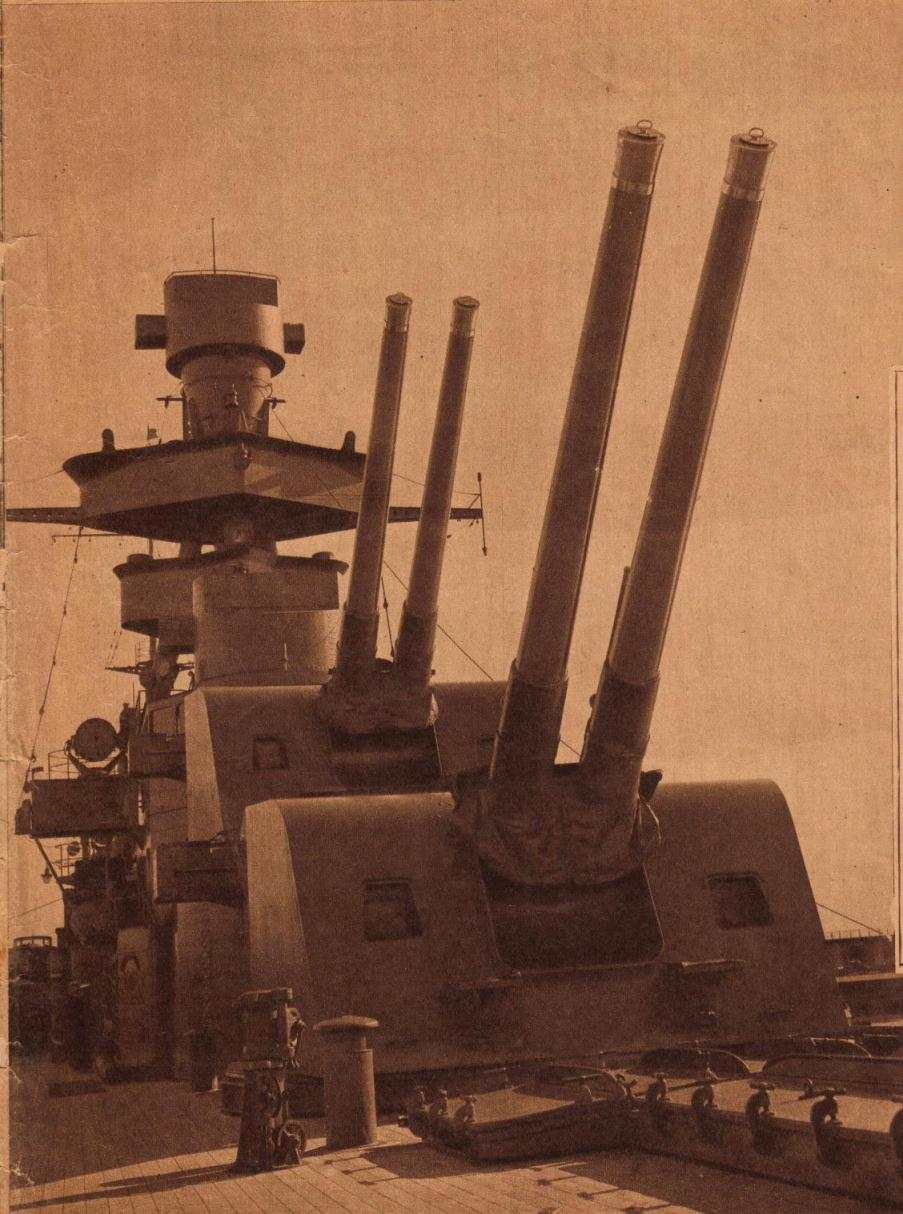
L'artillerie de l’Almirante Brown en 1934.

### Sur la classe Veinticinco de Mayo
- (ru) Е. Целиков, Загадка южных морей. Аргентинские крейсера «Альмиранте Браун» и «Вентесинко де Майо» (Riddle des mers du sud. Croiseur argentin "Almirante Brown" et "Veinticinco de Mayo"), vol. 5, Арсенал-Коллекция,‎ 2012, p. 40-59

#### Sur les croiseurs de la Seconde Guerre mondiale
- (en) M. J. Whitley, Cruisers of World War Two : An International Encyclopedia, Londres, Arms and Armour Press, 1995 (ISBN 1-85409-225-1 et 1-86019-874-0)

#### Sur les navires de guerre
- (hu) Bak József dr., Csonkaréti Károly dr., Lévai Gábor et Sárhidai Gyula, Hadihajók (Types de navires de guerre), Budapest, Zrínyi Katonai Kiadó, 1984 (ISBN 963-326-326-3)
- (en) John Campbell, Naval Weapons of World War Two, Naval Institute Press, 1985
- (en) Robert Gardiner et Roger Chesneau, Conway’s All the World’s Fighting Ships (1922-1946), New York, Mayflower Books, 1980 (ISBN 0-8317-0303-2)
- (ru) С.В. Патянин, А.В Дашьян et К.С. Балакин, Все крейсера Второй мировой (Tous les croiseurs du monde), Moscou, Яуза, ЭКСМО,‎ 2012, 350 p. (ISBN 978-5-699-19130-7 et 5-699-19130-5)
- (ru) Каторин  Ю. Ф, Крейсеры. Ч. 2 (Les croiseurs, Partie 2), Галея-Принт,‎ 2008 (ISBN 978-5-8172-0134-5)

#### Sur d'autres thèmes
- (en) Brian Perret et Ian V. Hogg, Encyclopedia of the Second World War, Londres, Longman, 1989, 447 p. (ISBN 0-582-89328-3)